# 斯利亞奇

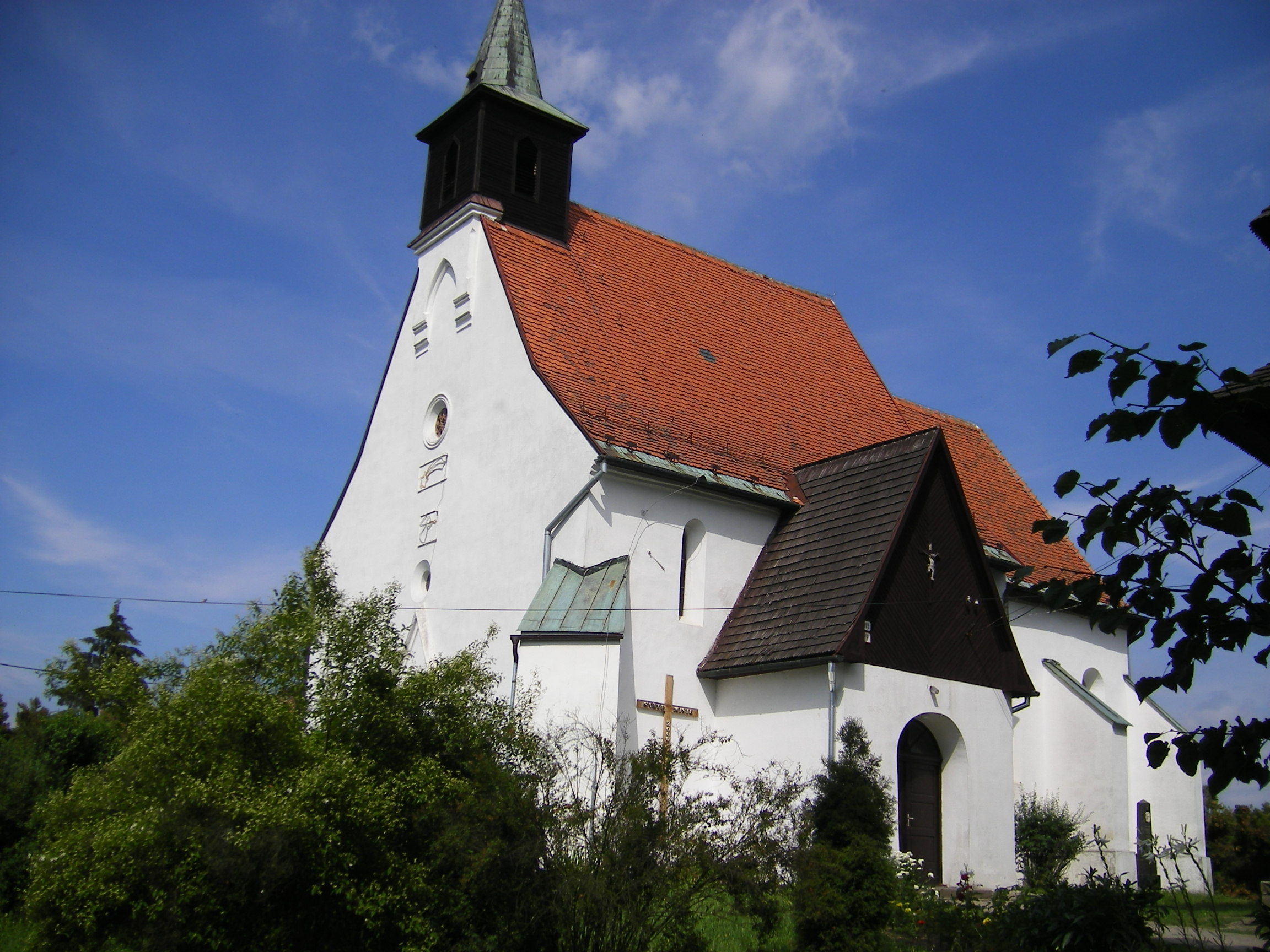

斯利亞奇是斯洛伐克的城鎮，位於該國中部赫龍河畔，由班斯卡-比斯特里察州負責管轄，面積39.83平方公里，海拔高度305米，2005年人口4,812，其中五成居民信奉羅馬天主教。該鎮以其具有治愈作用的溫泉和一個用於軍事和民用目的的斯利亞奇機場而聞名。

## 外部連結
- Official website of the municipality （页面存档备份，存于） （斯洛伐克文）
- Sliač dnes: Website about events in Sliac （页面存档备份，存于） （斯洛伐克文）
- Health Spa Sliač
- Sliač International Airport
- History, present and comparison of spa Sliač （页面存档备份，存于） （斯洛伐克文）